# Ináncs
Ináncs este un sat în districtul Encs, județul Borsod-Abaúj-Zemplén, Ungaria, având o populație de 1.276 de locuitori (2011). 

## Demografie
Componența etnică a satului Ináncs
     Maghiari (87,91%)
     Romi (8,33%)
     Germani (2,32%)
     Ucraineni (1,12%)
     Necunoscut (0,32%)
     Alții (0,32%)
Componența confesională a satului Ináncs
     Romano-catolici (61,13%)
     Greco-catolici (13,32%)
     Reformați (6,97%)
     Fără religie (2,19%)
     Necunoscută (16,38%)
Conform recensământului din 2011, satul Ináncs avea 1.276 de locuitori. Din punct de vedere etnic, majoritatea locuitorilor (87,91%) erau maghiari, existând și minorități de romi (8,33%), germani (2,32%) și ucraineni (1,12%). Apartenența etnică nu este cunoscută în cazul a 0,32% din locuitori.  Din punct de vedere confesional, majoritatea locuitorilor (61,13%) erau romano-catolici, existând și minorități de greco-catolici (13,32%), reformați (6,97%) și persoane fără religie (2,19%). Pentru 16,38% din locuitori nu este cunoscută apartenența confesională.